# Melitaea boulei
Melitaea boulei är en fjärilsart som beskrevs av Charles Oberthür 1911. Melitaea boulei ingår i släktet Melitaea och familjen praktfjärilar. Inga underarter finns listade i Catalogue of Life.